# Castillo de Pambre

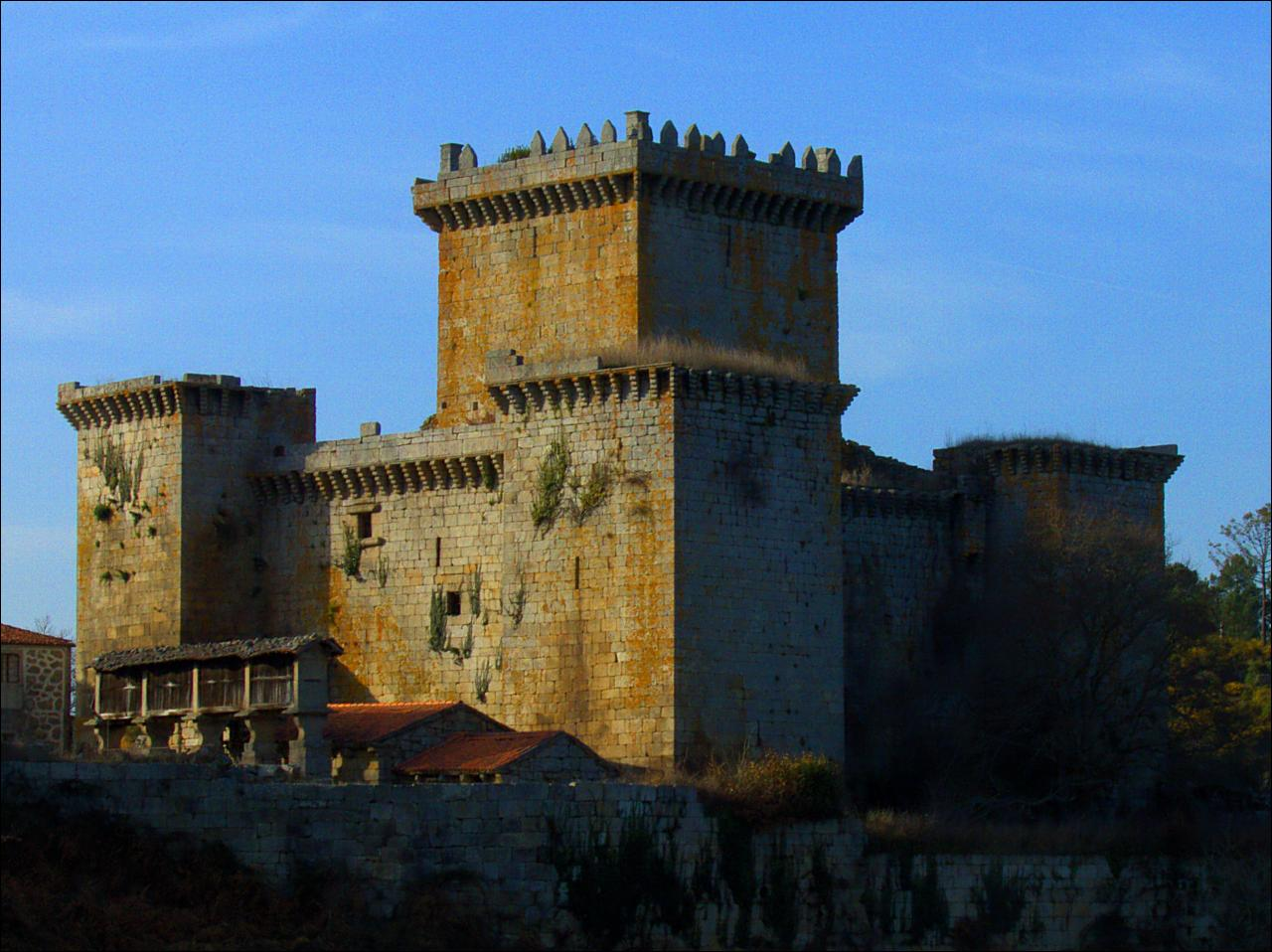
Castillo de Pambre

Das Castillo de Pambre, galicisch Castelo de Pambre, ist eine mittelalterliche Burg am Rande des Dorfs Pambre, nahe Palas de Rei, in der galicischen Provinz Lugo. Es liegt auf einem Felsen oberhalb des Río Pambre.
Die Burg ist eines der besten Beispiele für die mittelalterliche Militärarchitektur in Galicien und eine der wenigen, die die Irmandinische Revolte unzerstört überstanden hat.

## Geschichte
Eine lokale Legende berichtet, dass die Mauern dieser Burg auf wunderbare Weise in einer Nacht errichtet wurden. Tatsächlich ließ sie um 1375 der galicische Adlige Gonzalo Ozores de Ulloa erbauen.
Bevor die Festung errichtet wurde, war das Gebiet der Burg während vieler Jahre Schauplatz der Kämpfe zwischen Peter dem Grausamen und Heinrich von Trastamara. Hier, am Ufer des Pambre, fand die Schlacht zwischen Fernando Ruiz de Castro, Parteigänger des in Montiel ermordeten Peter, und Heinrichs Feldherr und Adelantado Major, Pedro Ruiz Sarmiento, statt. De Castro und seine Truppen wurden vernichtend geschlagen, er musste nach Portugal fliehen, später nach England, wo er schließlich starb.
Don Gonzalo war ebenfalls Parteigänger Peter des Grausamen und bezahlte seine Loyalität zum späteren Verlierer mit einigen Jahren Gefängnis. Wieder in Freiheit, musste er gegen die Familie der Seixas kämpfen, die die Ländereien der Ulloas in ihr Herrschaftsgebiet eingegliedert hatten. Bei diesen Kämpfen eroberte er die Burgen Curbián und San Paio de Narla. Kurz vor dem für ihn siegreichen Ende des Konflikts ließ er das Castillo de Pambre erbauen. Es wurde später Schauplatz der Kämpfe zwischen dem galicischen Adel und dem Erzbischof von Santiago, Alonso III. de Fonseca.
Die Burg von Pambre ist eine der wenigen galicischen Feudalfestungen, die nicht während der Irmandinischen Revolte zerstört wurden. Der damalige Burgherr, Sancho Sánchez de Ulloa, versuchte bei einem historischen Treffen in Melide, mit den Aufständischen zu verhandeln. Diese forderten ihn auf, die Burg an die irmandinischen Truppen zu übergeben. Ulloa fürchtete um sein Leben und suchte sein Heil in der Flucht. Er rettete damit wahrscheinlich das Castillo de Pambre, das in der Folge nicht von den Irmandiños gestürmt wurde. Die genauen Gründe, warum die Burg verschont wurde, sind aber nicht bekannt.
Im 15. Jahrhundert diente die Burg neben militärischen Zwecken auch – ob ihrer Lage an einem unweigerlich zu passierenden Wegstück – als Mautstelle zum Eintreiben des Wegezolls.
1484 ging Pambre in den Besitz des Grafen von Monterrei über, später an die Familie Alba. 1895 verkaufte der 16. Herzog von Alba die Burg, die dazugehörigen Güter und andere Gebäude an den in Palas de Rei ansässigen Xosé Soto für 27.000 Peseten. 1912 erwarben Manuel Moreiras und Manuel García Blanco aus Palas de Rei das Anwesen, nach einem weiteren Besitzerwechsel gehört das Castillo de Pambre heute Manuel Taboada Fernández, Graf von Borraxeiros.
Nachdem die Burg von den privaten Eigentümern der Öffentlichkeit unzugänglich gehalten und teilweise als Tiergehege verpachtet war, ist sie seit 1. Juni 2011 der Öffentlichkeit zugänglich und wurde 2011 von der Regionalregierung Xunta de Galicia gekauft.

## Beschreibung der Burg

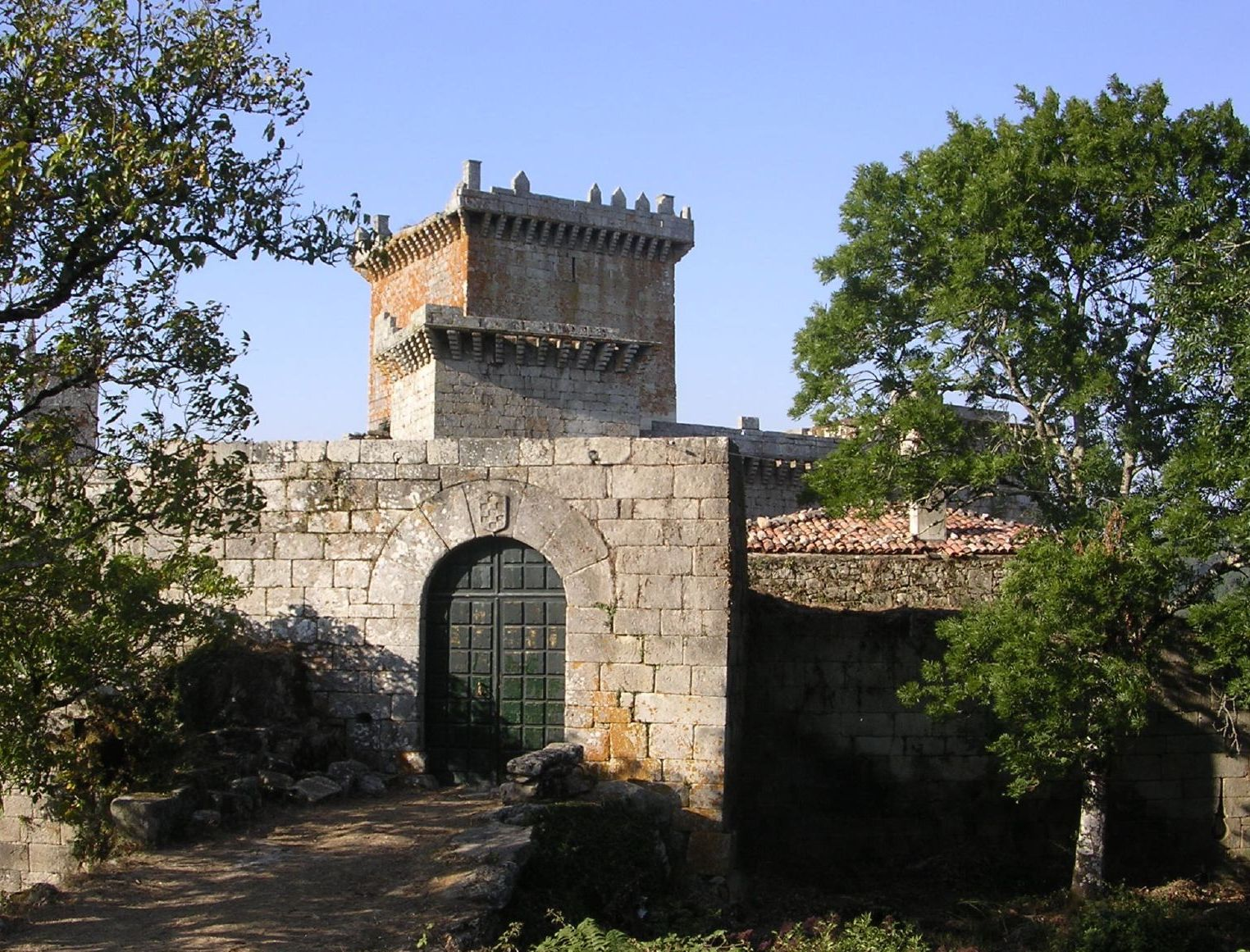
Castillo de Pambre – In der Sichtachse aufeinander folgend: Außentor, einer der Ecktürme, Bergfried

Die Burg hat eine quadratische Grundfläche mit vier Türmen und einen mittig gelegenen Bergfried. Sie ist von einer Außenmauer umgeben, innerhalb derer sich auch eine Kapelle und ein Hórreo befindet. Ein ebenfalls hier befindlicher Grabstein für die Kinder des Burghauptmanns Capitán Payo Varela (von 1620) wurde in den Fundus des archäologischen Museums der Provinz Lugo eingegliedert.
Das Hauptmaterial der Burg ist der lokal vorkommende Granit, die Verarbeitung erfolgte als Bruchstein- und Quadermauerwerk.

### Außenmauer
Die Außenmauer vollzieht das unebene Gelände nach und erreicht eine Stärke von 2,5 m bis 5 m (Torbereich). Hinter der Mauer wurde teilweise Erde aufgeschüttet, so dass es im Inneren ein relativ ebenes Terrain gibt. Dieser Innenbereich ist durch ein nach Westen gerichtetes Tor zu betreten, das mit dem Wappen der Ulloas geschmückt ist. Diametral entgegengesetzt zum Tor ist die Außenmauer durch einen kleineren Turm mit Ausfalltor verstärkt.

### Kapelle
Rechts des Eingangs befindet sich die Ende des 12. Jahrhunderts im romanischen Stil erbaute Kapelle San Pedro. Die Grundfläche beträgt 42 m², die Apsis ist rechteckig. Das Bogenfeld der Haupttür stützt sich auf Kragsteine, die links pyramidenförmig und rechts mit einer Rosette aus vier Blättern verziert sind. Die Südtür ist mit einem romanischen Rundbogen gestaltet. Die Kapelle war zuvor Pfarrkirche des Dorfes und gehörte zum Kloster San Xulián y Basilisa de Samos. Der Schriftsteller Antonio López Ferreiro ließ hier eine Szene seines Romans O Castelo de Pambre spielen, aktuell wird die Kapelle als Lagerraum genutzt.

### Innere Mauer und Bergfried
Die eigentliche Burgmauer hat an den Schnittpunkten der Seiten jeweils einen Turm. Die Türme sind wie die Burgmauer mit – wo noch vorhanden – dreieckigen Zinnen bewehrt. Das Tor ist mit einem Rundbogen versehen, in dessen Schlussstein das Familienwappen der Ulloas (fünf Felder, in Schachbrettanordnung) gearbeitet ist.
Im Zentrum der Burg befindet sich der Bergfried. Die Grundfläche ist quadratisch mit 11 m Seitenlänge. Die drei Stockwerke gliedern sich wie folgt: Das Untergeschoss hat keine Fensteröffnungen, auf fünf Meter Höhe gibt es eine romanische Tür, man findet hier Spuren, die auf eine Verbindung via Zugbrücke zur Mauer schließen lassen. Die folgende Etage misst ebenfalls fünf Meter. Im obersten Stockwerk gibt es ein romanisches Zwillingsfenster, die Plattform ist zinnenbewehrt.